# Eurytoma

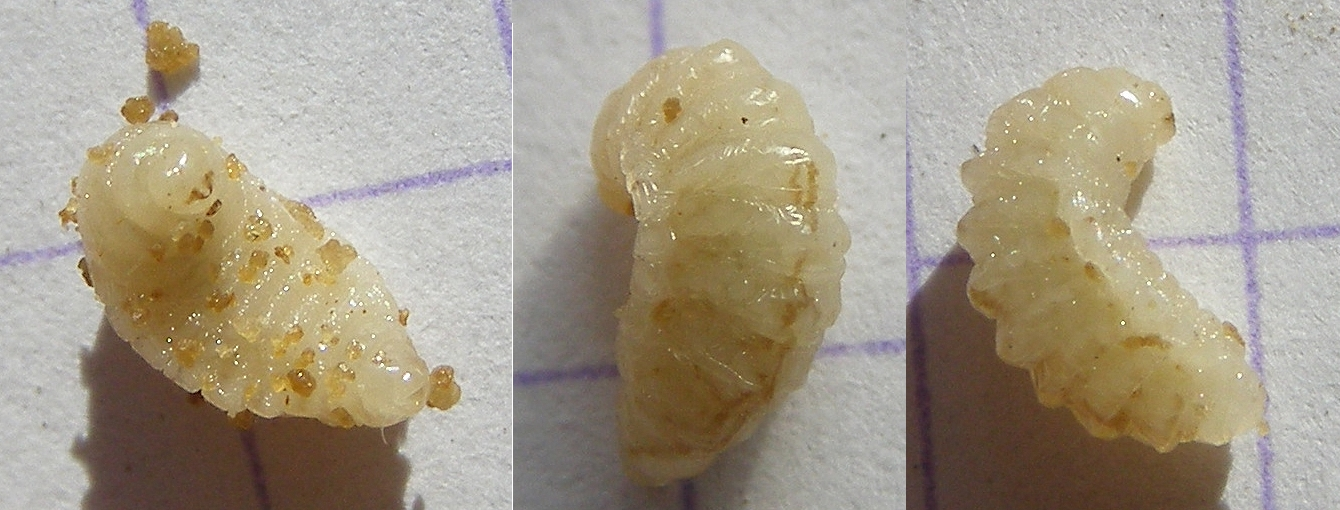
Личинки Eurytoma amygdali из плодов миндаля.

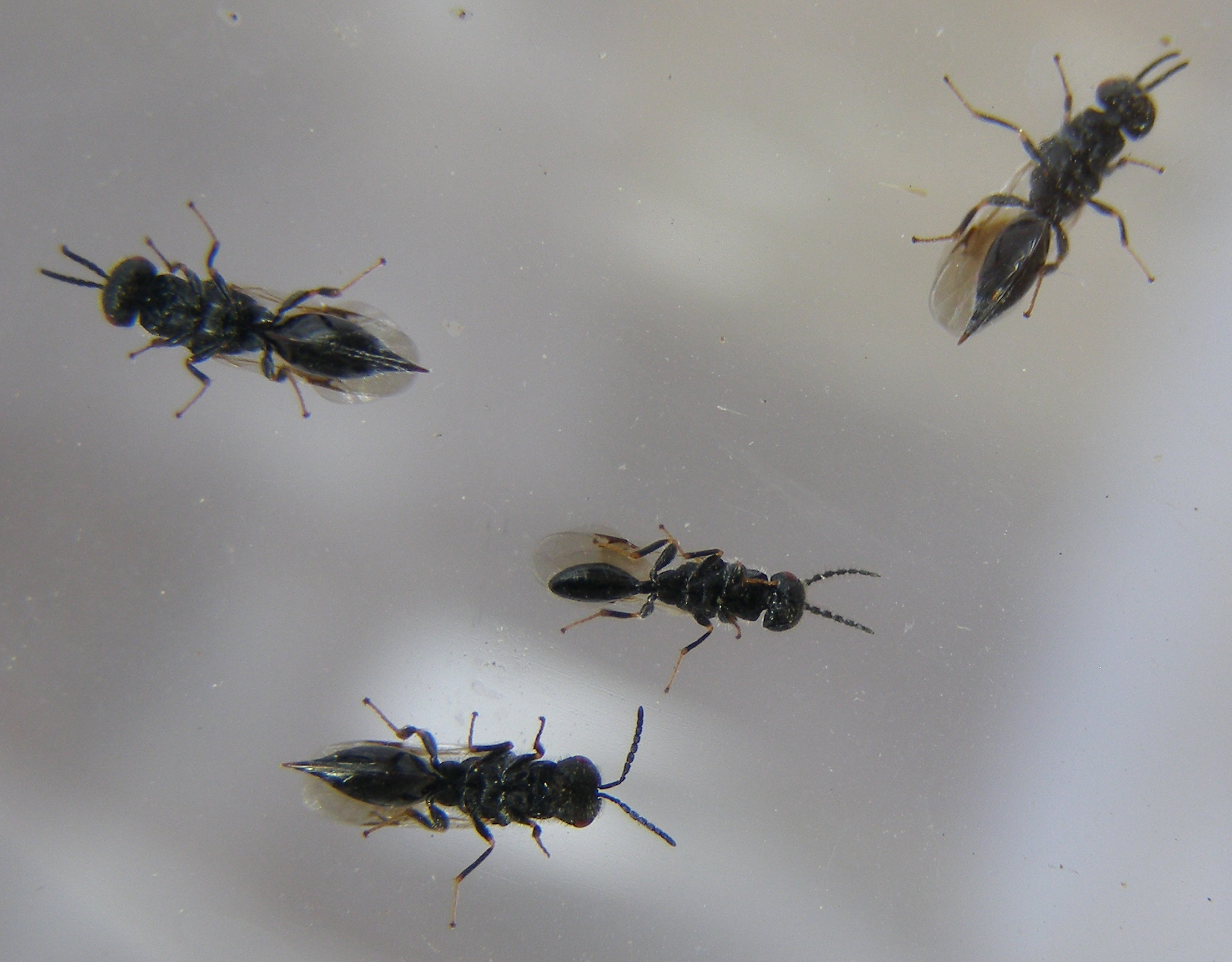
Eurytoma amygdali (вид снизу)

Eurytoma  (лат.) — род паразитических наездников семейства Eurytomidae (Chalcidoidea) из подотряда стебельчатобрюхие отряда перепончатокрылые. Более 500 видов, встречаются всесветно (в Европе около 100 видов, на Дальнем Востоке — 45).

## Описание
Среднего размера хальцидоидные наездники (от 1,5 до 8 мм, как правило, 3—4 мм) с плотной однородно-ямчатой пунктировкой, сходной с поверхностью напёрстка. Имаго, как правило, чёрного цвета. Задний край щёк с килем. Усики самок состоят из 5-членкового жгутика и 2-члениковой булавы. Большинство видов паразиты насекомых-фитофагов, часть видов — растительноядные: семяеды бобовых, розоцветных и крестоцветных и галлообразователи злаковых. Список насекомых-хозяев включает представителей отрядов Coleoptera, Diptera, Hemiptera, Hymenoptera, Lepidoptera, Orthoptera.

## Систематика
Крупнейший род семейства. Более 500 видов, с учётом синонимизации нескольких родовых таксонов. Род был выделен в 1807 году немецким энтомологом Иоганном Карлом Вильгельмом Иллигером.
- Eurytoma abatos Walker, 1843
- Eurytoma abdita Zerova, 1995
- Eurytoma abieticola Ratzeburg, 1844
- Eurytoma abnormiclava Girault, 1915
- Eurytoma abrotani (Panzer, 1801)
- Eurytoma acericola Zerova, 1975
- Eurytoma aciculata Ratzeburg, 1848
- Eurytoma acroptilae Zerova, 1986
- Eurytoma adleriae Zerova, 1995
- Eurytoma aethiops Boheman, 1836
- Eurytoma afra Boheman, 1836
- Eurytoma agrostidis Erdös, 1969
- Eurytoma alhagicola Zerova, 1981
- Eurytoma aloineae (Burks, 1958)
- Eurytoma aloisifilippoi (Russo, 1938)
- Eurytoma alopecuri Erdös, 1969
- Eurytoma ampelodesmae (Viggiani, 1967)
- Eurytoma amygdali Enderlein, 1907
- Eurytoma annilai Hedqvist, 1974
- Eurytoma annulipes Walker, 1832
- Eurytoma apicalis Walker, 1832
- Eurytoma appendigaster (Swederus, 1795)
- Eurytoma aquatica Erdös, 1955
- Eurytoma arachnophaga (Girault, 1925)
- Eurytoma arctica Thomson, 1876
- Eurytoma aretheas Walker, 1839
- Eurytoma aroueti Girault, 1929
- Eurytoma artemisiae Zerova, 1977
- Eurytoma ascendens Graham, 1984
- Eurytoma asphodeli Hedqvist, 1976
- Eurytoma aspila (Walker, 1836)
- Eurytoma asyneumae Zerova, 1993
- Eurytoma aterrima (Schrank, 1781)
- Eurytoma atra (Walker, 1832)
- Eurytoma australiensis Ashmead, 1900
- Eurytoma baldingerae Erdös, 1961
- Eurytoma betae (Decaux, 1891)
- Eurytoma bicolorata Zerova, 1978
- Eurytoma bicoloriventris Girault, 1915
- Eurytoma blanci Kieffer, 1902
- Eurytoma blastophagi Hedqvist, 1963
- Eurytoma brunniventris Ratzeburg, 1852
- Другие виды

## Генетика
Гаплоидный набор хромосом n = 10, диплоидный 2n = 20 (Eurytoma brunniventris  Ratzeburg, 1852, Eurytoma californica Ashmead).